# Xã Grand, Quận Marion, Ohio
Xã Grand (tiếng Anh: Grand Township) là một xã thuộc quận Marion, tiểu bang Ohio, Hoa Kỳ. Năm 2010, dân số của xã này là 391 người.